# Lovers (1927)
Lovers is een Amerikaanse dramafilm uit 1927 onder regie van John M. Stahl. Het scenario is gebaseerd op het toneelstuk El gran galeoto (1881) van de Spaanse auteur José Echegaray. Destijds werd de film in Nederland uitgebracht onder de titel Laster. De film is wellicht zoekgeraakt.

## Verhaal
De Spaanse diplomaat Don Julian is de voogd van José. Hij wordt verliefd op Felicia, de kersverse bruid van Don Julian. Al snel gaat in Madrid het gerucht dat ze een verhouding zouden hebben. Om de eer van Felicia te verdedigen stemt José in met een duel. Don Julian neemt op de valreep zijn plaats in, maar hij sterft tijdens het duel. Omdat José daarna zijn uitdager vermoordt, wordt hij uit Spanje verbannen. Hij wil samen met Felicia een nieuw leven beginnen in Argentinië.

## Rolverdeling
| Acteur           | Personage     |
| ---------------- | ------------- |
| Ramón Novarro    | José          |
| Alice Terry      | Felicia       |
| Edward Martindel | Don Julian    |
| Edward Connelly  | Don Severo    |
| George K. Arthur | Pepito        |
| Lillian Leighton | Doña Mercedes |
| Holmes Herbert   | Milton        |
| John Miljan      | Alvarez       |
| Roy D'Arcy       | Señor Galdos  |